# Kotonoha no niwa
Kotonoha no niwa (japanska: 言の葉の庭; engelska: The Garden of Words?) är en japansk animerad film från 2013. Den producerades av Comix Wave Films med manus och regi av Makoto Shinkai. Den 46 minuter långa filmen fokuserar på Takao, en ung student som siktar på att bli skomakare. Regniga förmiddagar stöter han på en mystisk kvinna, under taket på en paviljong i en park i centrala Tokyo.

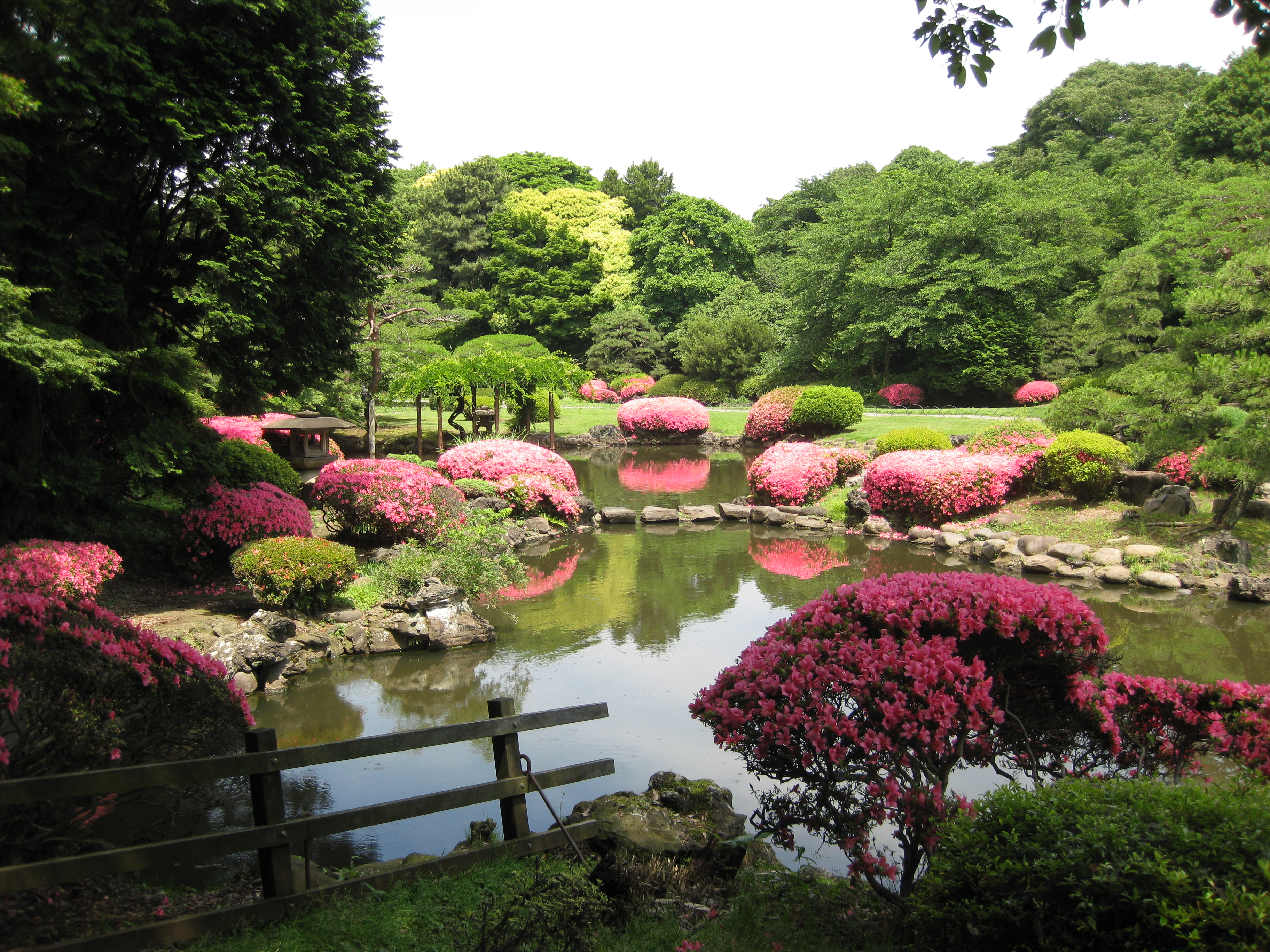
Shinjuku Gyoen-parken i centrala Tokyo har stått förebild för miljöerna i Kotonoha no niwa, med mycket av handlingen utspelande sig under det skyddande taket på en av parkpaviljongerna. Fotot är taget från gången framför just den paviljongen.

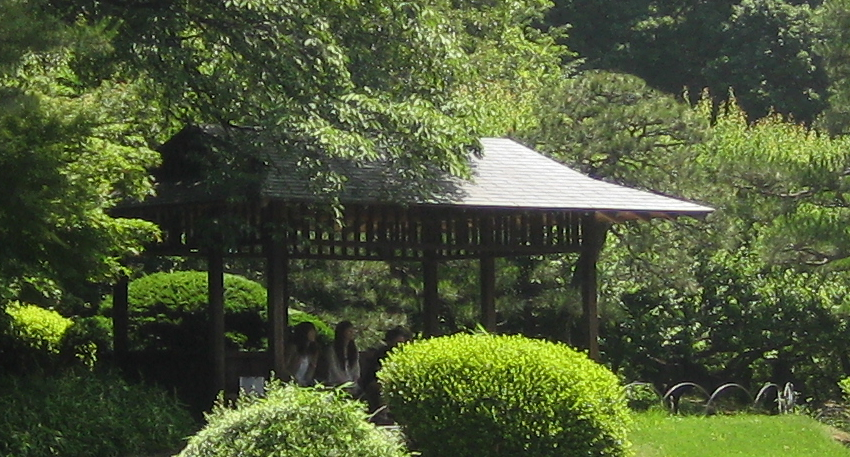
Parkens paviljonger har skyddande tak och träbänkar på minst två sidor.

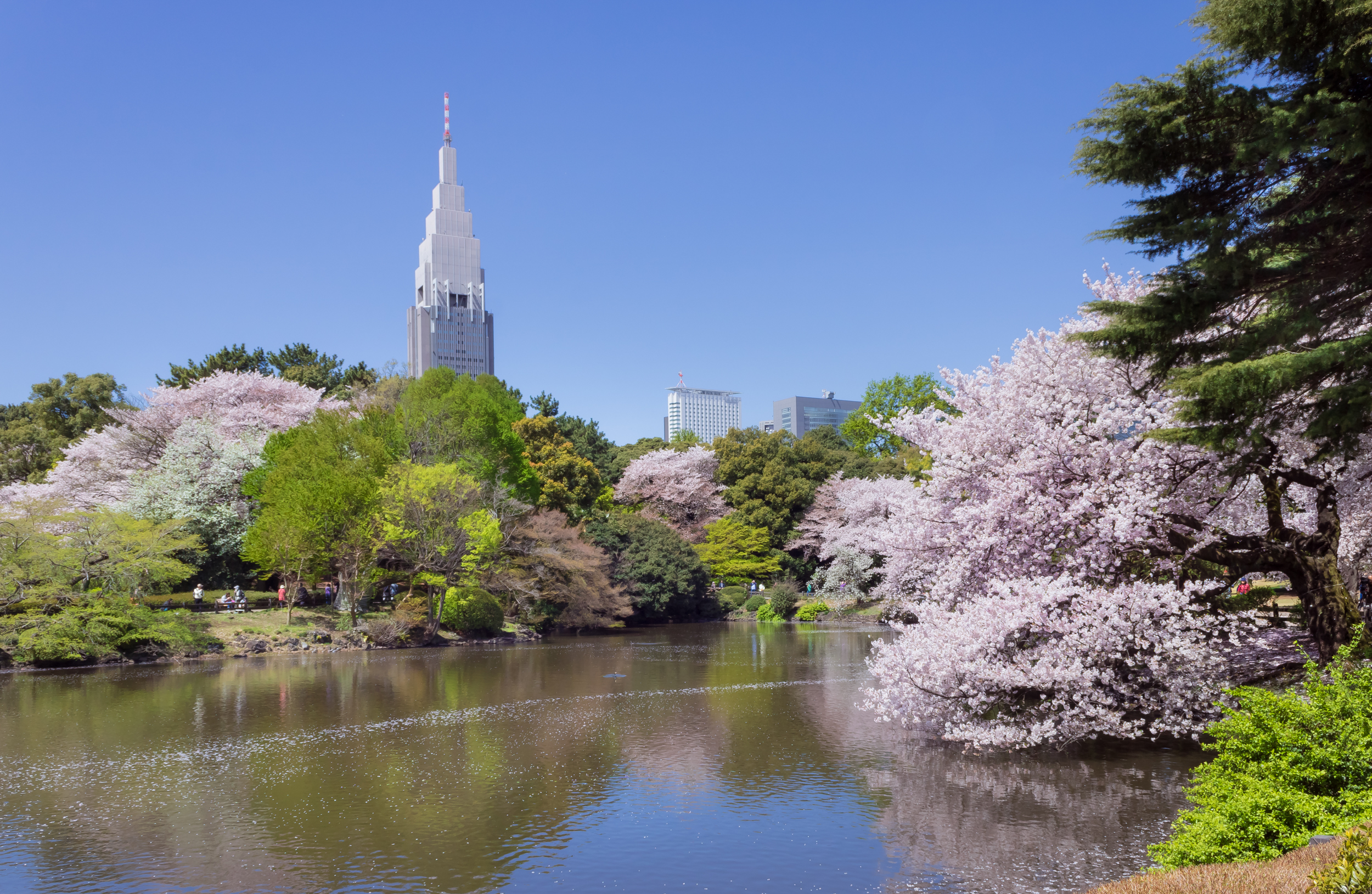
Det 240 meter höga NTT Docomo Yoyogi-tornet nära parken figurerar flitigt som fond under filmens gång.

## Handling och rollfigurer

### Bakgrund
Takao Akizuki är en femtonårig student som delar lägenhet med sin mor och sin vuxne storebror. Han vill bli skomakare, efter att som barn fascinerats av ett par skor som hans mor fått som present. Hans vänner och familj har inga höga tankar om hans yrkesval.
En regnig morgon, på väg till skolan, hoppar han över den första lektionen för att istället sitta under ett tak i en parkpaviljong och teckna skisser till skor. Under regnandet får han sällskap under paviljongtaket av en välklädd ung kvinna som dricker öl och äter choklad till frukost. De ser på varandra men utbyter inga ord. Nästa regniga förmiddag stöter de åter på varandra under taket, och det blir till en vana. Sakta men säkert blir de bekanta med varandra, även om Takao fortfarande inte vet så mycket om henne och trots att ingen egentligen presenterat sig för den andra. Han bestämmer sig ändå för att tillverka ett par skor till henne.
Till slut får Takao i alla fall reda på vem hon är …

## Rollfigurer
- Takao Akizuki (秋月 孝雄, Akizuki Takao; japansk röst: Miyu Irino)
- Yukari Yukino (雪野 百香里, Yukino Yukari; Kana Hanazawa)
- Takaos storebror (Kana Hanazawa)
- Takaos mor (Fumi Hirano)
- Takaos storebrors flickvän (Yuka Terasaki)
- Matsumoto (松本; Suguru Inoue)
- Satō (佐藤; Megumi Han)
- Aizawa (相沢; Mikako Komatsu)

## Produktion
Miljöerna i filmen är mestadels baserade på fotografier tagna i Tokyos Shinjuku Gyoen-park. Den naturalistiskt inriktade Shinkai lät många bakgrunder och scener i filmen direkt efterlikna de verkliga förebilderna från parken och dess omgivningar, inklusive skogspartier, promenadvägar och parkpaviljonger.
Filmen visades första gången den 28 april 2013, på Gold Coast Film Festival i Australien. Den japanska biopremiären skedde sedan den 31 maj. Filmen biovisades med Shinkais sju minuter långa, nyproducerade Dareka no manazashi som förfilm. Den licensierades i USA av Sentai Filmworks och kom redan under sommaren 2013 ut på DVD och Blu-ray i USA.
Den kvinnliga läraren i filmen, Yukari Yukino, kom att dyka upp även som rollfigur i Shinkais efterföljande film Your Name.